# ثحثحة
ثُحْثُحَة (الاسم العلمي: Philesia magellanica)، جنس جنبات معمرة مُزهرة، أبيدة، سبروتية من فصيلة الثحثحيات، صفت لأول مرة على أنها جنس في عام 1789. الزهرة ذات لون وردي في الغالب، ولكن تم تسجيل بعض الاختلافات في الألوان مثل اللون الداكن والأرجواني.
لا يوجد سوى نوع واحد منه معروف، ثُحْثُحَة ماجلانية، موطنه جنوب تشيلي وجنوب الأرجنتين.